# Agnes Holthusen

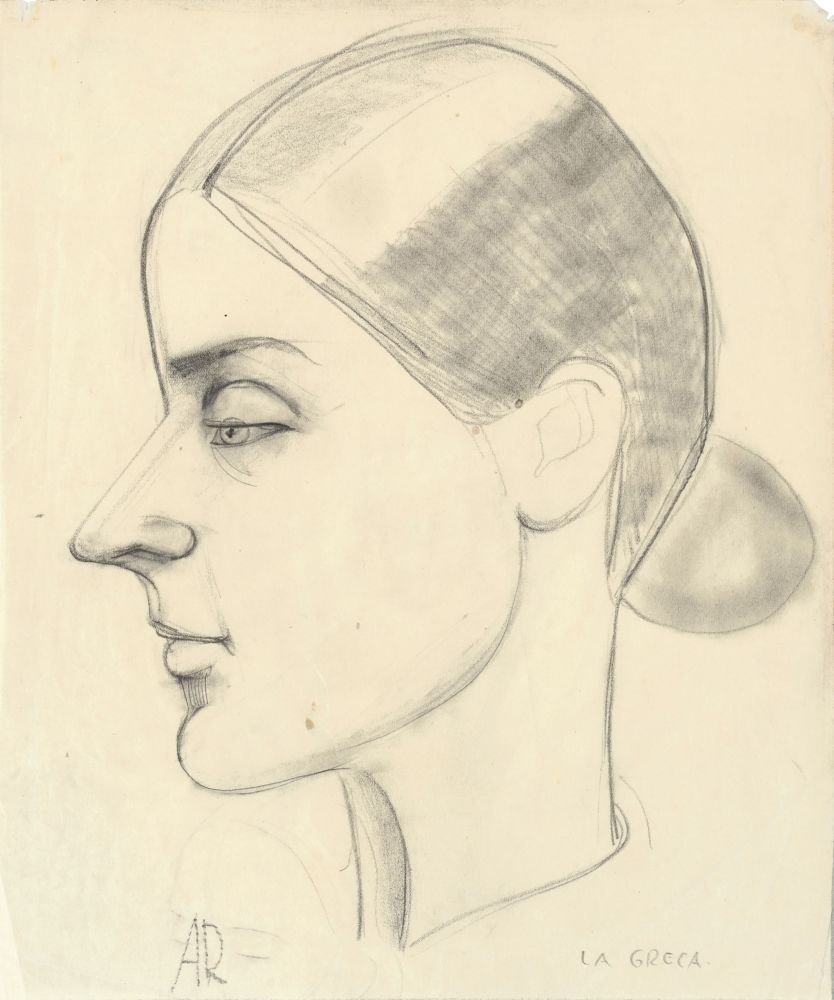
Anita Rée: Bildnis Agnes Holthusen, 1928-1930

Agnes Holthusen (geborene Weizsäcker, * 24. Oktober 1896 in Frankfurt am Main; † 10. August 1990 in Hamburg) war eine Förderin bildender Künstler in Hamburg.

## Familie
Sie war die Tochter von Heinrich Weizsäcker, dem Direktor des Städelschen Kunstinstituts in Frankfurt am Main. 1919 heiratete sie den Mediziner Hermann Holthusen. Das Paar hatte drei Söhne: Gottfried (* 1921; gefallen 1944), Wilhelm (* 1923) und Johannes (1924–1985). Ihr Sohn Johannes wurde später ein anerkannter Philologe. 

## Leben und Wirken
Agnes Holthusen studierte ab 1916 Kunstgeschichte, Philosophie und Klassische Sprachen in Heidelberg, wo sie ihren Mann kennenlernte. Als dieser 1922 einem Ruf nach Hamburg folgte, übersiedelte die Familie dorthin. Hier war Agnes Holthusen sozial sehr engagiert und wurde in die Vorstände des Allgemeinen Deutschen Frauenvereins und des Stadtbundes Hamburger Frauenvereine gewählt.
Ein persönlicher Kontakt bestand zu dem Kunsthistoriker Aby Warburg. Als dieser ihr anbot, bei ihm nicht nur Vorträge zu halten, sondern als Assistentin in der Kulturwissenschaftlichen Bibliothek Warburg zu arbeiten, musste sie dies aufgrund gesellschaftlicher Konventionen ablehnen. Dennoch blieb sie dem Institut und Warburg sehr verbunden. Aus seinen Eintragungen im „Tagebuch der Kulturwissenschaftlichen Bibliothek Warburg“ ist zu ersehen, dass sie sich in zahlreichen Seminaren bei Warburg engagierte. Einzelne wissenschaftliche Beiträge bezeichnete er in diesem Tagebuch als „hervorragend gut“ und lobte die „erstaunliche Frische und Intelligenz“, mit der sie ein Thema erfasst hatte.
Zu ihrem Freundeskreis gehörten Künstler wie Gustav Heinrich Wolff, Rolf Nesch, Karl Schmidt-Rottluff, Emil Nolde, Karl Kluth, Richard Herre und Arnold Fiedler. Viele der befreundeten Künstler, wie Anita Rée und Horst Janssen, fertigten Porträts von ihr an. Auch zu den Museumsdirektoren Gustav Pauli und Max Sauerland pflegte sie freundschaftliche Beziehungen. Besonders am Herzen lag ihr die Künstlernothilfe, eine Stiftung des Hamburger Bankiers Max Warburg, in der sie sich engagierte.
In der NS-Zeit setzte sie unerschrocken ihre Unterstützung der nunmehr verfemten Hamburger Avantgarde fort. Über einen Verwandten ihres Mannes, dem Schriftsteller  Hans Egon Holthusen, SS-Mitglied wie Kunsthallendirektor Werner Kloos, konnte sie zum Beispiel Förderung für Wolf Hildebrandt durch die Amsinckstiftung erreichen. Sie und ihr Mann erwarben weiterhin die nun „entartete“ Kunst. Agnes Holthusen gehörte auch zum „Hamburger Kreis“, bestehend aus Intellektuellen und Künstlern der gehobeneren Gesellschaft, die von einer humanistischen Haltung geprägt und gegen die NSDAP eingestellt waren.

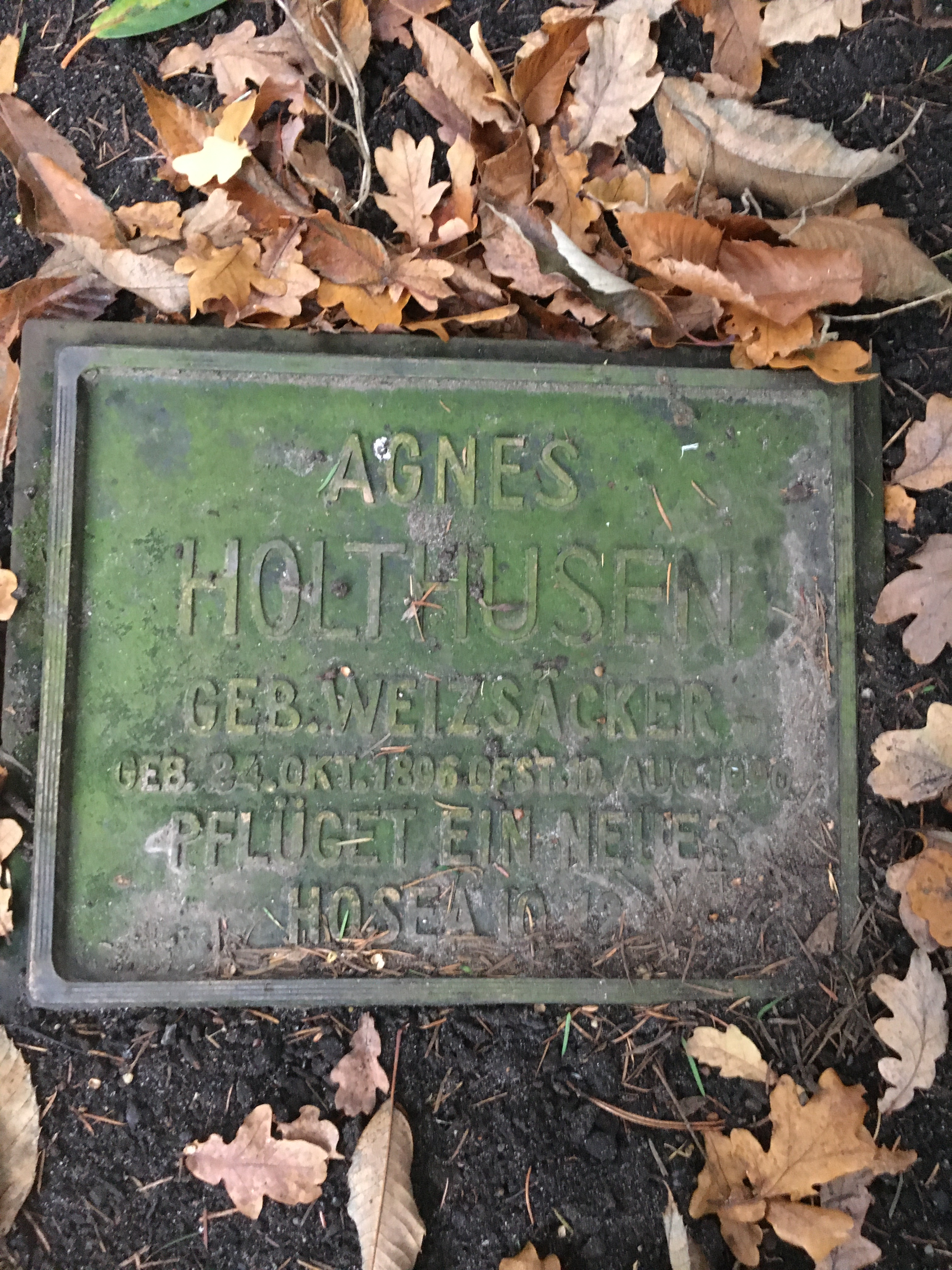
Bronzeplatte in der Familiengrabstätte auf dem Friedhof Ohlsdorf

Mit der Kunsthistorikerin Rosa Schapire, die in der Hamburger Kunstszene vor 1933 als Vermittlerin der Avantgarde großes Ansehen genossen hatte und 1939 nach London emigrierte, verband sie eine lebenslange Freundschaft. Auszüge eines umfangreichen Briefwechsels mit ihr wurden in deren Biographie aufgenommen. Ihr Geschick ging Holthusen besonders nahe und ihr Briefwechsel liest sich als ein bewegendes Stück Zeitgeschichte, auch nach Kriegsende. Aus dem Exil in London schrieb die Kunsthistorikerin 1950 über Agnes Holthusen: „Sie ist eine der gütigsten, einsichtigsten und hilfsbereitesten Menschen, die mir je begegnet sind und hat in meiner schwersten Zeit treu zu mir gehalten“.
1946 wurde sie in den Rat des Hamburger Denkmalschutzamtes gewählt, 1948 folgte ihre Berufung in den Verwaltungsausschuss der Hamburger Kunsthalle, dem sie bis 1985 angehörte. Nachdem sie sich viele Jahre mit der Kunst Gustav Heinrich Wolffs beschäftigt hatte, veröffentlichte Holthusen 1964 das grundlegende Werk über den 1934 verstorbenen Bildhauer, zu dessen engagiertesten Sammlern das Ehepaar Holthusen gehörte. Dies war ihre erste größere Veröffentlichung nach der Neuherausgabe von Schillers Philosophischen Briefen im Jahre 1937.
Nach dem Zweiten Weltkrieg wurde sie 1946 in den Rat des Hamburger Denkmalschutzamtes gewählt und 1948 in den Verwaltungsausschuss der Hamburger Kunsthalle berufen, dem sie bis 1985 angehörte. 1964 veröffentlichte sie ein grundlegendes Werk über den Bildhauer Gustav Heinrich Wolff, zu dessen engagiertesten Sammlern sie und ihr Mann zählten.
Agnes Holthusen verstarb 1990 in Hamburg und wurde in der Familiengrabstätte auf dem Friedhof Ohlsdorf beigesetzt. In der Hamburger Kunsthalle erinnert eine von Gustav H. Wolff im Jahr 1930 angefertigte Bronzebüste an sie.
Durch Senatsbeschluss vom 22. September 2022 wurde die nach Gottfried Holthusen benannte Holthusenstraße im Hamburger Stadtteil Volksdorf auch seiner Schwiegertochter Agnes Holthusen gewidmet.

## Veröffentlichungen (Auswahl)
- Gustav Heinrich Wolff: Das plastische und graphische Werk. Bearbeitet von Agnes Holthusen. Hamburg 1964.
- Friedrich von Schiller: Philosophische Briefe. Neu herausgegeben und eingeleitet von Agnes Holthusen. Hamburg 1937.